# Telosma pallida
Telosma pallida är en oleanderväxtart som först beskrevs av Roxburgh, och fick sitt nu gällande namn av William Grant Craib. Telosma pallida ingår i släktet Telosma och familjen oleanderväxter. Inga underarter finns listade i Catalogue of Life.